# Requena minya
Requena minya är en insektsart som beskrevs av Rentz, D.C.F. 2001. Requena minya ingår i släktet Requena och familjen vårtbitare. Inga underarter finns listade i Catalogue of Life.